# Akademie der Polizei Hamburg

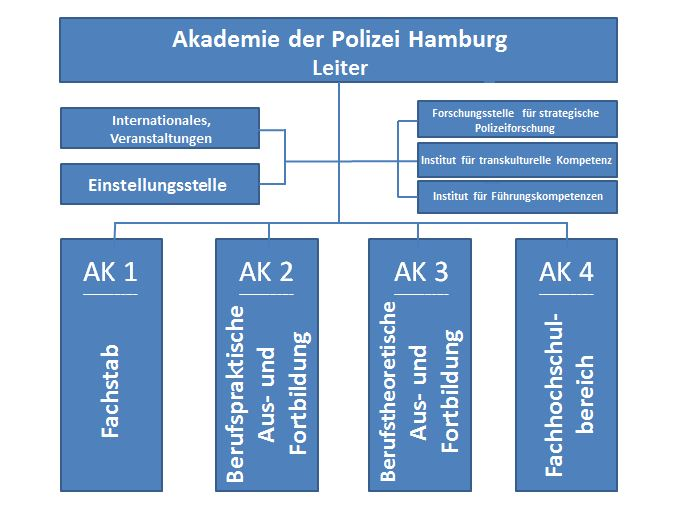

Die Akademie der Polizei Hamburg ist eine Einrichtung der Freien und Hansestadt Hamburg und seit dem 1. Oktober 2013 die zentrale Aus- und Fortbildungsstätte der Hamburger Polizei. Sie wurde durch das Gesetz über die Akademie der Polizei Hamburg und ihren Fachhochschulbereich (Hamburgisches Polizeiakademiegesetz – HmbPolAG) verkündet als Artikel 1 des Gesetzes zur Neuausrichtung der Aus- und Fortbildung der Polizei Hamburg vom 17. September 2013 (HmbGVBl, S. 389) errichtet und bündelt die ehemals getrennten Ausbildungsgänge für die Laufbahnabschnitte I bis III (mittlerer, gehobener und höherer Dienst; letzterer allerdings nur im ersten Studienabschnitt des Masterstudienganges) sowie die Fort- und Weiterbildung der Polizei Hamburg unter einem Dach. Leiter der Akademie ist der Leitende Polizeidirektor Wolfgang Breust.

## Struktur / Organisation
Durch die Gründung der Akademie der Polizei wurden die Vorgängerinstitutionen (Landespolizeischule und Hochschule der Polizei) zur zentralen Bildungseinrichtung der Polizei zusammengefasst. Neben der Einstellungsstelle, dem Bereich Internationales und Veranstaltungen sowie der Forschungsstelle für strategische Polizeiforschung (FOSPOL), dem Institut für transkulturelle Kompetenz (ITK) und dem Institut für Führungskompetenzen (IFK) ist die Akademie (AK) in die vier folgenden Abteilungen gegliedert:
- AK 1 – Fachstab: Verwaltung, Grundsatzangelegenheiten, Polizeimuseum
- AK 2 – Berufspraktische Aus- und Fortbildung: für alle Laufbahnen
- AK 3 – Berufstheoretische Aus- und Fortbildung: Ausbildung Laufbahnabschnitt I und Fortbildungsangebote für die gesamte Polizei
- AK 4 – Fachhochschulbereich (siehe eigener Abschnitt)

In der Ausbildung für den Laufbahnabschnitt I (mittlerer Dienst) durchlaufen Polizeischüler eine zweieinhalbjährige Ausbildung. Nach bestandener Laufbahnprüfung erfolgt der Berufseinstieg mit dem Dienstgrad Polizeimeister; nach drei Jahren Bewährung im polizeilichen Außendienst ist der Zugang zum Auswahlverfahren für den Laufbahnabschnitt II (ehemals gehobener Dienst) möglich.
Die Akademie ist mit ihren insgesamt rund 2.000 Angehörigen die zweitgrößte Organisationseinheit der Polizei Hamburg.

## Fachhochschulbereich
Die bisherige Hamburger Hochschule der Polizei (HdP), die 2006 aus dem vormaligen Fachbereich Polizei der Fachhochschule für Öffentliche Verwaltung Hamburg (FHÖV) hervorgegangen war, wurde als Fachhochschulbereich in die Akademie integriert. Hier absolvieren Kommissaranwärter ein dreijähriges Bachelor-Studium in den drei Dienstzweigen Schutzpolizei, Wasserschutzpolizei und Kriminalpolizei. Im Rahmen des Studiums sind zwei jeweils sechsmonatige berufspraktische Studienabschnitte zu absolvieren; für Aufsteiger ist nur ein Praktikum obligatorisch. Das Studium wird mit der Laufbahnprüfung II (gehobener Dienst) abgeschlossen; anschließend nehmen die Absolventen ihren Polizeidienst mit dem Dienstgrad Polizei- (bzw. Kriminal-)kommissar auf.
Am Fachhochschulbereich lehren derzeit acht Professorinnen und zwölf Professoren.